# Mea culpa
Mea culpa (укр. моя провина), mea maxima culpa (укр. моя велика провина) — формула покаяння і сповіді в релігійному обряді католиків з XI століття.
Вираз походить від першої фрази покаянної молитви Confiteor, яка читається в Римсько-католицькій церкві на початку меси.

## Використання
12 березня 2000 року в ювілейний рік, що влаштовується католицькою церквою кожні 25 років, папа римський Іван Павло II вперше в історії вимовив розлогу mea culpa від імені католицької церкви. Він визнав провину членів церкви і просив вибачення за вісім гріхів: переслідування євреїв, розкол церкви і релігійні війни, хрестові походи і теологічні догмати, що виправдовують війну, презирство до меншин і бідних, виправдання рабства.
В січні 2015 року, після загибелі та каліцтва частини захисників Донецького аеропорту, Сергій Лойко, фотограф і кореспондент, який уславляв їхній героїзм, з гіркою іронією додав до слів жалоби: «mea culpa», — визнавши, що в загибелі героїв є і його непряма провина.
2014 року у Франції вийшов художній фільм «Mea Culpa».
Пісня під назвою «Mea Culpa» входить до альбому «MCMXC a.D.» (1990) німецької музичного гурту «Enigma». Також у 1991 році гурт випустив другий сингл до цього альбому під назвою «Mea Culpa (Part II)».
В культурі деяких західноєвропейських країн у повсякденному контексті вираз іноді використовується в іронічному сенсі.